# Лисенко Юліана Сергіївна
Юліа́на Сергі́ївна Ли́сенко (5 липня 2003) — українська самбістка і дзюдоїстка. Чемпіонка світу з комбат дзю-дзюцу, чемпіонка Європи з бойового самбо, чемпіонка України з дзюдо, з бойового самбо, з комбат дзю-дзюцу, багаторазова призерка національних, континентальних і світових першостей. Майстер спорту України.

## Біографія
Вихованка Чернігівської обласної комплексної дитячо-юнацької спортивної школи «Олімп».
У 2021 році на чемпіонаті України з бойового самбо у Києві виборола дві золоті медалі у розділах «лайт» та «класичний» у ваговій категорії до 62 кг. Того ж року на чемпіонаті Європи з бойового самбо у Затоці (Одеська область) виборола два «золота» у розділах «лайт» і «класичний», вагова категорія до 62 кг.
У 2024 році на Кубку світу з боротьби самбо у Єревані (Вірменія) здобула золоту медаль з бойового самбо у ваговій категорії до 65 кг. Того ж року на чемпіонаті Європи із самбо у Новий Сад (Сербія) здобула срібну медаль з бойового самбо у ваговій категорії до 65 кг, поступившись у фіналі Софії Істоміній (Росія).
Працює тренером у бійцівському клубі «Shadow Boxing».